# Sinfonia n. 6 (Chávez)
La Sinfonia n. 6 è un lavoro orchestrale di Carlos Chávez, composto nel 1961-1962.

## Storia
La Sesta Sinfonia fu commissionata dalla New York Philharmonic nella celebrazione dell'apertura della loro stagione 1962-63 nel Lincoln Center per le Arti dello Spettacolo. La composizione fu completata nel 1962 e fu fissata la data per la prima della sinfonia nella primavera del 1963, ma Chávez continuò le revisioni alla partitura e la data dovette essere rinviata. Fu finalmente rappresentata in anteprima a New York il 7 maggio 1964 nella Philharmonic Hall, Lincoln Center, diretta da Leonard Bernstein alla guida della New York Philharmonic, alla quale è dedicata la composizione.

## Strumentazione
La sinfonia è scritta per ottavino, due flauti, due oboi, corno inglese, due clarinetti, due fagotti, controfagotto, quattro corni, due trombe, due tromboni, trombone basso, tuba, timpani, percussioni (due suonatori), e archi.

## Analisi
The work is in three movements:
1. Allegro energico
2. Adagio molto cantabile
3. Con anima

Lontano dagli approcci sperimentali adottati da Chávez nelle sue prime sinfonie, la sesta accoglie le forme classiche. Il primo movimento è una sonata-allegro, iniziando con un tema in Do-maggiore che richiama lo stile sinfonico del periodo romantico. Una transizione bitonale conduce al secondo tema, nella chiave dominante di Sol. Dopo un ampio sviluppo, la ricapitolazione è seguita da una coda di sviluppo, incluso un rigoroso canone che rispecchia il primo tema. Il movimento svanisce nel nulla in una marcia costante in terzine.
Il secondo movimento funziona come un breve ma intenso intermezzo tra i due movimenti esterni. Esso si divide in due sezioni, la prima che inizia negli ottoni e nei fiati e lasciando infine il posto ai violini. Questa è seguita, dopo un passaggio transitorio decrescente con gli ottoni bassi, dalla seconda sezione, dove i contrabbassi presentano il tema che sarà alla base del finale. C'è un suggerimento dell'atmosfera contrappuntistica e anche una anticipazione dei due controtemi della prima variazione del movimento successivo.
La sinfonia si chiude con una passacaglia magistrale. Dopo l'annuncio del basso ostinato nella tuba, seguono trentaquattro variazioni, una fuga con due esposizioni e poi altre sette variazioni per concludere. La ventinovesima variazione evoca un suono brahmsiano come un culmine, che riflette l'illustre antecedente che Chávez aveva assunto come suo modello e il tema principale dal primo movimento ritorna nel trentesimo. L'ultima affermazione del tema dei bassi porta il movimento ad un'imponente chiusura in do maggiore.

## Discografia
- The Six Symphonies of Carlos Chávez . National Orquesta Sinfónica Nacional de México; Carlos Chávez, cond. 3-LP set (stereo). CBS Masterworks 32 31 0002 (32 11 0020, 32 11 0022, 32 11 0024). New York: CBS, 1967.
- The Six Symphonies of Carlos Chávez. London Symphony Orchestra; Eduardo Mata, cond. 3-LP set (stereo). Vox Cum Laude 3D-VCL 9032. New York: Moss Music Group, 1983. Reissued on 2-CD set as Carlos Chávez: The Complete Symphonies. VoxBox2 CDX 5061. Hauppauge, NY: Moss Music Group, 1992.